# Civilization: Call to Power
Civilization: Call to Power è un videogioco strategico a turni, spin-off di Civilization, sviluppato e pubblicato nel marzo 1999 dall'Activision per vari sistemi operativi.

## Modalità di gioco
Call to Power introduce alcuni aspetti importanti rispetto al predecessore Civilization II. È possibile impartire ordini del tipo Vai a alle unità, si possono scambiare risorse di lusso tramite rotte commerciali che possono essere depredate dai nemici.
Il gioco presenta alcune innovazioni non raccolte dai titoli successivi (anche delle Firaxis Games): la possibilità di accumulare una percentuale di produzione nazionale in lavori pubblici in modo da costruire miglioramenti casella in maniera centralizzata (senza cioè dover impartire singoli ordini a singoli lavoratori, figura abolita) e la possibilità di gestire alcune importanti variabili come l'orario di lavoro, i salari e le razioni per persona in modo da ottimizzare l'allocazione delle risorse.

## Novità

### Le ere
Per la prima volta nel suo genere compaiono cinque ere (età) di sviluppo: antica (non citata), Rinascimento, Moderna, Genetica e del Diamante.

### Edifici ed unità
Il gioco, a differenza dei suoi predecessori introduce tecnologie futuristiche ed una quantità spropositata di edifici, tecnologie e forme di governo, permettendo la colonizzazione di tre ambienti. Terrestre, marino e spaziali orbitali. Questo eccesso pesa sulla fase finale del gioco, in cui l'immenso impero necessario per non soccombere nelle epoche precedenti diventa troppo esteso mentre il controllo delle città diviene praticamente impossibile. A quel punto, poi, mentre per i grandi imperi non conviene più materialmente fondare nuove colonie spaziali o marine, i piccoli regni difficilmente disporranno della tecnologia o delle capacità produttive adeguate, provocando uno sbilanciamento sensibile nel gioco.

### Forme di governo
Sebbene Call to Power sia stato superato in funzionalità dai suoi successori, accanto alle forme di governo tradizionali ha introdotto alcune suggestive forme di governo basate su brevi racconti del futuro a partire dal XXI secolo. Eccone una breve descrizione.
Repubblica corporativaCon la rincorsa allo Stato minimo, gli stati-nazione delegano sempre più i propri compiti a multinazionali sempre più potenti, fino a venirne completamente soppiantati.
EcotopiaL'ecotopia è la risposta più estrema al degrado ambientale provocato dall'uomo. Gli ecotopisti ambiscono a costruire una società utopica basata su un ritorno alla natura, e per farlo impiegano mezzi come l'assassinio politico (tramite l'ecoterrorista) fino ad arrivare all'impiego di un'arma di distruzione di massa nanotecnologica chiamata Ecoranger, in grado di distruggere intere città trasformandole in foreste, abitanti compresi.
TecnocraziaSocietà repressiva nel tipico stile della letteratura fantascientifica distopica, con tanto di città verticali divise per censo (in basso i poveri, ai piani alti i ricchi). Le élite tecniche disciplinano la popolazione tramite un impianto cibernetico dominandone lo spirito di ribellione. Eventualmente, una tecnocrazia può costruire un gigantesco mainframe (a forma di piramide) denominato entità IA, che impedisce sommosse nell'impero. Questa può però ribellarsi e costituire un suo regno (anche questo un cliché della fantascienza apocalittica).
Democrazia virtualeLe consultazioni per via telematica e i sistemi di nanoassemblaggio consentono di riunire le comunità nazionali distrutte dalle abominevoli ideologie dei secoli passati.
| Forma di governo       | Crescita | Produzione | Scienza | Oro | Militare | Max % scienza | Richiede                                               | Unità speciale           |
| ---------------------- | -------- | ---------- | ------- | --- | -------- | ------------- | ------------------------------------------------------ | ------------------------ |
| Tirannia               | E        | C          | E       | D   | D        | 50            |                                                        |                          |
| Monarchia              | D        | C          | D       | D   | B        | 50            | Religione                                              |                          |
| Teocrazia              | D        | B          | D       | B   | C        | 60            | Religione                                              | Prete, Televangelista    |
| Repubblica             | D        | B          | C       | C   | D        | 60            | Burocrazia                                             |                          |
| Democrazia             | C        | C          | B       | C   | D        | 70            | Illuminismo                                            | Avvocato                 |
| Comunismo              | C        | A          | E       | D   | C        | 60            | Economia, Rivoluzione industriale                      |                          |
| Fascismo               | C        | B          | C       | D   | A        | 70            | Elettrificazione, Patriottismo                         | Fascista                 |
| Repubblica corporativa | C        | B          | B       | A   | C        | 60            | Volo spaziale, GlobeNet                                |                          |
| Ecotopia               | B        | D          | B       | B   | B        | 80            | Ingegneria genetica, Ecologia                          | Ecoterrorista, Ecoranger |
| Tecnocrazia            | B        | A          | B       | C   | C        | 80            | Sorveglianza computerizzata, Interfaccia neuro-silicio | Plasmatica               |
| Democrazia virtuale    | A        | D          | A       | B   | D        | 100           | Prolungamento della vita                               |                          |

Legenda:
A: Eccellente, B: Buono, C: Normale, D: Sufficiente, E: Insufficiente
(Dati basati sulla schermata Civ del gioco).